# کرونوس (بدافزار)
کرونوس نوعی بدافزار بانکی ویندوزی بود که اولین بار در سال ۲۰۱۴ گزارش و کشف شد. قیمت روز آن معادل ۷۰۰۰ دلار تخمین زده شده بود که بر اساس مبلغ فروش این بدافزار به‌دست آمده بود.
این بدافزار دنباله ابزار UPAS بود که در سال ۲۰۱۲ منتشر شد.
به روش مشابه زئوس، تمرکز آن بر روی سرقت اطلاعات ورود به سیستم بانکی تبادل شده در جلسات مرورگر بود. روش مذکور از طریق ترکیبی از شنود صفحه کلید و تزریق وب متمرکز بود. در سال ۲۰۱۵، اکثر حملات آن بر بانک‌های بریتانیا متمرکز بود.
در اوت ۲۰۱۷، مارکوس هاچینز، محقق امنیتی بریتانیایی (معروف به «MalwareTech»)، که قبلاً به دلیل همکاری در توقف حمله باج‌افزار واناکرای در می ۲۰۱۷ مشهور شده بود، در حین بازدید از ایالات متحده توسط FBI دستگیر شد. ادعا می‌شود که او این نرم‌افزار را در سال ۲۰۱۴ ایجاد کرده است و در سال ۲۰۱۵ آن را از طریق انجمن‌های آلفابی فروخته است. هاچینز بعداً اعتراف کرد که برای کار بر روی کرونوس و همچنین قبل از آن برای ابزار UPAS (به نام درخت انجبار زهری) به عنوان توسعه‌دهنده اصلی، بین سال‌های ۲۰۱۱ و بهار ۲۰۱۵ دستمزد دریافت کرده است.